# 尾叶蒙桑
尾叶蒙桑（学名：Morus mongolica var. longicaudata）为桑科桑屬下的一个变种。

## 扩展阅读
- 維基物種上的相關：尾叶蒙桑